# Geraz do Lima e Deão
Geraz do Lima e Deão (llamada oficialmente União das Freguesias de Geraz do Lima (Santa Maria, Santa Leocádia e Moreira) e Deão) es una freguesia portuguesa del municipio de Viana do Castelo, distrito de Viana do Castelo.

## Historia
Fue creada el 28 de enero de 2013 en aplicación de una resolución de la Asamblea de la República de Portugal promulgada el 16 de enero de 2013 con la unión de las freguesias de Deão, Moreira de Geraz do Lima, Santa Leocádia de Geraz do Lima y Santa Maria de Geraz do Lima, pasando su sede a estar situada en la antigua freguesia de Santa Maria de Geraz do Lima.

## Demografía
| Gráfica de evolución demográfica de Geraz do Lima e Deão entre 2011 y 2021 |
|                                                                            |
| Datos según el nomenclátor publicado por el INE portugués.                 |